# Piotr Maszerau
Piotr Mironawicz Maszerau (biał. Пётр Міронавіч Машэраў, ros. Пётр Миро́нович Машеров; ur. 26 lutego 1918, zm. 4 października 1980) – I sekretarz Komunistycznej Partii Białorusi w latach 1965–1980.

## Życiorys
Urodził się jako Piotr Maszero we wsi Szyrki koło miasta Sienno niedaleko Witebska. Studia ukończył w 1939 roku i następnie do 1941 roku pracował jako nauczyciel fizyki i matematyki w szkole średniej we wsi Rossony. W czerwcu 1941 zmobilizowany do Armii Czerwonej, w lipcu 1941 wzięty do niemieckiej niewoli, zbiegł. W latach 1941–1942 był nauczycielem i aktywistą podziemnych organów Komsomołu, a w latach 1942–1944 dowodził oddziałem sowieckich partyzantów (dwukrotnie ranny w walkach), za co 15 sierpnia 1944 roku został odznaczony orderem Bohatera Związku Radzieckiego. Od 1943 był członkiem WKP(b).
W lecie 1944 roku rozpoczął karierę partyjną. 9 kwietnia 1959 został sekretarzem, 18 grudnia 1962 drugim sekretarzem, by 30 marca 1965 zostać pierwszym sekretarzem Komunistycznej Partii Białorusi. W przeciwieństwie do innych sekretarzy partyjnych, był lubiany przez ludzi i dbał o rozwój Białoruskiej SRR. Za wkład w rozwój republiki został uhonorowany w 1978 roku orderem Bohatera Pracy Socjalistycznej. Był uważany za potencjalnego następcę Leonida Breżniewa. Deputowany do Rady Najwyższej ZSRR od 3 do 5 i od 7 do 10 kadencji, od 1966 był członkiem Prezydium Rady Najwyższej ZSRR.
Zginął w wypadku samochodowym po tym, jak jego samochód zderzył się z ciężarówką. Oficjalnie uznano to za wypadek, choć istnieje teoria, iż wypadek zaaranżowało KGB, celem wyeliminowania go z wyścigu o stanowisko Sekretarza Generalnego KPZR.
W Witebsku ustawiono jego popiersie.

## Odznaczenia
- Złota Gwiazda Bohatera Związku Radzieckiego (15 sierpnia 1944)
- Medal Sierp i Młot Bohatera Pracy Socjalistycznej (10 lutego 1978)
- Order Lenina (siedmiokrotnie, m.in. 15 sierpnia 1944 i 10 lutego 1978)